# Gleb Retivych
Gleb Sergejevitj Retivych (ryska: Глеб Сергеевич Ретивых), född 30 december 1991, är en rysk längdskidåkare som debuterade i världscupen den 5 februari 2011 i Rybinsk, Ryssland. Hans första världscupseger vann han i sprint den 3 februari 2017 i Pyeongchang, Sydkorea.
Vid Världsmästerskapen i nordisk skidsport 2019 vann han brons i den individuella sprinten.